# Paradidactylia kathmandui
Paradidactylia kathmandui är en skalbaggsart som beskrevs av Zdzisława Stebnicka 1985. Paradidactylia kathmandui ingår i släktet Paradidactylia och familjen Aphodiidae. Inga underarter finns listade i Catalogue of Life.